# Clef
Clef (Cleph, Clephi, Clefi) fou un rei longobard d'Itàlia de la segona meitat del segle vi.
Era duc de Ticinum. Després de l'assassinat del rei Alboí (28 de juny de 572) va ser proclamat rei per la guarnició longobarda de Ticinum l'agost del 572. La fugida de Rosamunda (vídua d'Alboí) i Helmichis (germanastre del rei assassinat) que s'havien casat i el segon s'havia proclamat rei, van facilitar la seva entrada a Verona. Clef va perseguir de manera violenta a l'aristocràcia romana i romana d'Orient, implicada en l'assassinat d'Alboí, i va estendre la dominació longobarda per Itàlia ampliant els dominis a Llombardia i acabant la conquesta de Toscana.
Als divuit mesos de la seva proclamació fou assassinat junt amb la seva dona per un jove guàrdia, que era esclau i al que havia maltractat, probablement instigat pels romans d'Orient. Fou el pare d'Autari, que després fou rei, però a la seva mort es va obrir un període de deu anys d'interregne, conegut com a "Govern dels Ducs", en el qual els 36 ducs longobards van governar cadascun el seu ducat.